# Heath, Shropshire
Heath är en by och tidigare civil parish, i civil parish Abdon and Heath i distriktet Shropshire, i Storbritannien. Det ligger i grevskapet Shropshire i riksdelen England, i den södra delen av landet, 200 km nordväst om huvudstaden London. Heath var en civil parish 1866–2017 när blev den en del av Abdon & Heath. Civil parish hade 32 invånare år 1961.